# Harrisburg (New York)
Pour les articles homonymes, voir Harrisburg (homonymie).
Harrisburg est une ville située dans le comté de Lewis, dans l'État de New York, aux États-Unis,. En 2010, elle comptait une population de 437 habitants.

## Démographie
Lors du recensement de 2010, la ville comptait une population de 437 habitants. Elle est estimée, en 2016, à 435 habitants.